# Georg Wiesenbacher

Georg Wiesenbacher

Georg Wiesenbacher (* 14. August 1892 in Nürnberg; † 23. Juli 1932 ebenda) war ein deutscher Politiker. Er war unter anderem von 1924 bis 1928 Abgeordneter im Bayerischen Landtag.

## Leben und Wirken
In seiner Jugend besuchte Wiesenbacher von 1898 bis 1906 die Volksschule. Anschließend erlernte er den Mechanikerberuf. Von 1914 bis 1917 nahm er mit dem 21. Bayerischen Infanterie-Regiment und dem 6. Reserve-Infanterie-Regiment am Ersten Weltkrieg teil, zuletzt als Gefreiter. Danach lebte er als Mechaniker in Nürnberg.
Nach dem Ersten Weltkrieg begann Wiesenbacher, der wegen elffachen Bandendiebstahls vorbestraft war und deswegen 25 Monate im Gefängnis verbracht hatte, sich politisch zu engagieren. Rainer Hambrecht kennzeichnet ihn für die frühen 1920er Jahre als einen politischen Gefolgsmann von Julius Streicher. 1924 schloss Wiesenbach sich der Großdeutschen Volksgemeinschaft (GVG) an.
Anlässlich der Landtagswahl vom 6. April 1924 war Wiesenbach neben Streicher einer von zwei GVG-Angehörigen, die als Kandidaten für den Völkischen Block in den Bayerischen Landtag gewählt wurden und zwar für die Stimmkreise III, V und VI. Nach eigener Darstellung trat Wiesenbacher im August 1924 ebenso wie Streicher aus der Fraktion des Völkischen Blocks aus; nach den meisten Presseberichten handelte es sich um explizite Ausschlüsse. Streicher schloss sich der neu konstituierten NSDAP-Fraktion an; Wiesenbacher gehörte dem Landtag bis 1928 als fraktionsloser Abgeordneter an. Im Oktober 1924 wurde Wiesenbacher von Streicher aus der GVG ausgeschlossen, in der Wiesenbacher Vertreter eines Linkskurses gewesen war.